# محمود افوشته‌ای نطنزی
محمود بن هدایت‌اله افوشته‌ای نطنزی از نویسندگان، مورخان و شاعران سده دهم هجری قمری (عصر صفویان) بود.

## آثار
- نقاوهٔ الآثار فی ذکرالاخیار: در ۹۹۸ قمری تألیف آن را آغاز کرده است و وقایع آن سلسله را تا سال ۱۰۰۶ق در آن آورده است.
- دیوان مجازیه
- دیوان غایهٔ‌المجاز
- دیوان حاصل‌الجنات: در مدح ائمه
- دیوان اضطراریه: در مدح پادشاهان
- برائهٔ القلم: در مدح پادشاهان